# The Nice Guys
The Nice Guys (Dos buenos tipos en España y Dos tipos peligrosos en Hispanoamérica) es una película estadounidense de acción, humor negro y buddy film dirigida por Shane Black, y escrita por Black y Anthony Bagarozzi. Está protagonizada por Russell Crowe, Ryan Gosling, Angourie Rice, Matt Bomer, Margaret Qualley, Keith David y Kim Basinger. Esta es la segunda colaboración entre Crowe y Basinger, la primera fue en L. A. Confidential. La película se estrenó el 20 de mayo de 2016.
La trama tiene lugar en 1977, en la ciudad de Los Ángeles, en donde el detective privado Holland March (Gosling) y el matón a sueldo contratado Jackson Healy (Crowe) deben trabajar juntos para resolver el caso de Amelia (Qualley), una joven desaparecida, y la muerte aparentemente sin relación alguna de una estrella del porno. Durante su investigación, descubren una conspiración terrible que llega hasta las más altas esferas del poder.

## Argumento
En 1977 Los Ángeles, un niño llamado Bobby admira la página central de una revista de estrella porno Misty Mountains, cuando la propia Misty choca su auto contra la casa del niño y luego es encontrada muerta. El detective privado Holland March es contratado por la tía de Misty, quien afirma haber visto a su sobrina todavía viva. La investigación de March lo lleva a Amelia Kuttner, una socia de Misty que luego paga al ejecutor Jackson Healy para asustar a March. Healy irrumpe en la casa de March y le rompe el brazo antes de irse.
Healy es interrogado por dos matones, "Blueface"  llamado así después de que lanza un paquete de tinta mientras busca en el apartamento de Healy y Older Guy, sobre el paradero de Amelia. Healy los protege con una escopeta y se une a March para encontrar a Amelia primero.
March y Healy interrogan al grupo de protesta contra la contaminación de Amelia y conocen a Chet, quien los lleva a la casa incendiada del novio de Amelia, Dean, quien murió en el incendio. Se enteran de que Amelia y Dean estaban trabajando con Misty en una "película experimental", que combina pornografía y periodismo de investigación, llamada "¿Cómo te gusta mi coche, Big Boy?". Los dos se infiltran en una fiesta en busca del productor de la película, Sid Shattuck. Healy descubre que falta la película, mientras que March, borracho, encuentra a Shattuck muerto y, sin saberlo, se cruza con Amelia. La hija de March, Holly, se ha escapado a la fiesta y logra evitar que Blueface mate a Amelia. Blueface es golpeado en un atropello y huye, y Amelia huye. Healy somete a Older Guy y encuentra a Blueface muriendo, quien le dice a Healy que su jefe ha enviado a un sicario llamado John Boy para matar a Amelia, March y todos los demás testigos. Healy estrangula discretamente a Cara Azul hasta la muerte. La policía llega a la escena, y March y Healy son recibidos por la madre de Amelia, Judith Kuttner, una funcionaria de alto rango del Departamento de Justicia de los Estados Unidos, quien afirma que Amelia está delirando y cree que Judith la quiere muerta. Judith contrata al dúo para encontrar a su hija.
March y Healy se dirigen a un hotel del aeropuerto donde Amelia se reunirá con los distribuidores de la película. John Boy ha llegado antes que ellos; son testigos de cómo los hombres de negocios son masacrados y se retiran apresuradamente, solo para que Amelia aterrice en su automóvil y les dispare, dejándose inconsciente. La llevan a la casa de March, donde revela que su madre está en el bolsillo de los fabricantes de automóviles Detroit que parecen carteles. Después de descubrir evidencia de que suprimieron el convertidor catalítico, que regula las emisiones de escape, Amelia creó la película para exponer su colusión, y su madre ha hecho matar a todos los relacionados con la película.
March le dice a la asistente de Judith, Tally, que han encontrado a Amelia y que está en la casa de March. Tally les dice que Judith ha solicitado que le entreguen un maletín de $ 100,000 y les informa que el médico de la familia irá a la casa de March para ver cómo está Amelia. Cuando March se duerme mientras conduce y choca el auto, el maletín se abre para revelar revistas destrozadas; la entrega fue una distracción para dejar a Amelia desprotegida. John Boy llega a la casa de March disfrazado de médico de familia, atacando a Holly y participando en un tiroteo con March y Healy antes de evadir a la policía. Amelia huye de la casa solo para ser asesinada por John Boy cuando, sin saberlo, señala su auto.
March y Healy son interrogados por la policía y luego liberados. No tener evidencia de que Judith esté detrás de los asesinatos. March se da cuenta de que la señora Glenn, miope, no vio a Misty dos días después de su muerte; La Sra. Glenn vio a Misty en una película proyectada contra una pared. En la casa de Misty, descubren un proyector de películas, pero falta la película. Se dan cuenta de que Chet es el proyeccionista del  Los Angeles Auto Show y tratarán de proyectar la película en el evento. En el salón del automóvil, Healy y March son interceptados a punta de pistola por Tally, quien es distraída por Holly y queda inconsciente. Healy encuentra a Chet, quien ha empalmado la película en la presentación del auto show. La película se reproduce en todo el salón del automóvil, implicando a los ejecutivos del automóvil. En el techo, March lucha con Older Guy, quien cae y muere mientras March aterriza en la piscina. Holly evita que Tally llegue a la película. Healy domina a John Boy, pero le perdona la vida ante el ultimátum de Holly, y March asegura la película de los matones enviados por los ejecutivos del automóvil.
Judith es arrestada, pero insiste en que no quería que mataran a Amelia y que era Detroit quien quería a Amelia muerta. Judith contrató a March y Healy para mantener a salvo a Amelia. Cita a Charles Erwin Wilson, exsecretario de Defensa: "Lo que es bueno para Detroit es bueno para Estados Unidos". Ella comenta que si bien irá a la cárcel, Detroit aún se ha salido con la suya al intentar suprimir el convertidor catalítico. Más tarde, en un bar, March le muestra a Healy un anuncio de su nueva agencia de detectives llamada "The Nice Guys".

## Reparto
- Russell Crowe  como el matón a sueldo Jackson Healy.[1][2]
- Ryan Gosling como el detective privado Holland March.[1][2]
- Angourie Rice como Holly March.
- Margaret Qualley como Amelia.[1]
- Jack Kilmer como Chet.[1]
- Ty Simpkins como Bobby.[1]
- Matt Bomer como John Boy.[1]
- Kim Basinger como Judith Kutner.[1][3]
- Yaya DaCosta como Tally.
- Keith David como Tipo Viejo.[1]
- Beau Knapp como Cara Azul.[1]
- Lois Smith como Señora Glenn.
- Gil Gerard como Bergen Paulsen.
- Daisy Tahan como Jessica.
- Murielle Telio como  Misty Mountains.

## Producción
En junio de 2014, se anunció que Shane Black dirigiría un thriller de conspiración sobre un asesinato, titulado The Nice Guys, con Russell Crowe y Ryan Gosling como protagonistas principales y Joel Silver como productor. Warner Bros. y New Line Cinema se ocuparían de los derechos de distribución de la película en América del Norte. El 16 de septiembre Margaret Qualley y Angourie Rice se unieron al reparto de la película. El 29 de septiembre Matt Bomer fue incluido al elenco. El 20 de octubre, Keith David y Beau Knapp se añadieron al reparto para interpretar a los socios de un sicario. El 21 de octubre, Kim Basinger se unió a la película para interpretar un jefe de justicia con intereses dudosos. El 8 de noviembre, BLOOM vendió la película a los distribuidores internacionales. El 7 de noviembre, Ty Simpkins fue incluido en el elenco para interpretar a Bobby, un joven cuyo impactante descubrimiento provoca que el misterio salga a la luz para que el dúo lo pueda resolver. El 13 de noviembre, Jack Kilmer se unió al reparto para interpretar a Chet, un joven proyeccionista de cine que es un amigo y confidente de Amelia, y demuestra ser vital para la investigación.

### Rodaje
La fotografía principal de la película comenzó el 27 de octubre de 2014 en Atlanta y Decatur, Georgia. El primer y el segundo día los actores fueron vistos filmando en Castleberry Hill, el barrio de Atlanta y Decatur, donde también se filmaron algunas escenas de la noche en el puente de Peters Street. El 31 de octubre, unas escenas de la Estación de Policía fueron filmadas en Atlanta. El rodaje también tuvo lugar en Los Ángeles.

## Estreno
La película estaba programada previamente para ser estrenada el 17 de junio de 2016, pero Warner Bros. la trasladó hasta el 20 de mayo de 2016, cediendo la primera fecha a Un espía y medio.